# Auguste Gaulin
Auguste Gaulin, né le 7 mars 1857 à Vierzon et décédé le 12 juin 1922 à L'Haÿ-les-Roses, est un inventeur français. On lui doit l'invention de l'homogénéisateur, appareil qui consiste à rendre homogène deux matières afin de les mélanger et utilisé en industrie alimentaire et laitière, pharmaceutique, cosmétique, pétrolière, chimique, papetière ou en biotechnologie.  

## Biographie
Auguste Gaulin nait le 7 mars 1857 à Vierzon. Dernier d'une famille de cinq enfants originaire du département de l'Indre, son père est ouvrier en porcelaine. En 1880, il est représentant de commerce avant d'exercer la profession de quincaillier boulevard Barbès à Paris en 1891.

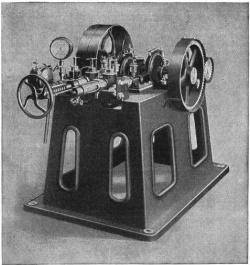
Homogénéisateur Gaulin du début des années 1900.

Il dépose en 1899 un brevet concernant la pompe à homogénéiser, appareil destiné à disperser les particules grasses du lait pasteurisé. Construite autour de trois pistons, cette pompe a été développée pour mélanger la crème au lait via plusieurs minuscules tubes capillaires,.
Lors de l'exposition universelle de 1900 à Paris, Gaulin présente son appareil et rencontre le succès. Les fabricants de crème glacée sont les premiers clients à grande échelle de la nouvelle machine de Gaulin, car l'homogénéisation du mélange de crème glacée améliore grandement la douceur et l'onctuosité de la glace. Il va ensuite voyager à travers l'Europe et obtenir de nombreuses récompenses lors de diverses expositions internationales. Il dépose en 1904 un brevet aux États-Unis puis s'associe en 1909 avec Robert Manton Burnett, un homme d'affaires du Massachusetts afin de créer la Manton-Gaulin Company basée à Boston. 
Son invention fait sa fortune et sa renommée : il devient en 1910 chevalier de la Légion d'honneur. Il décède à L'Haÿ-les-Roses le 12 juin 1922.
L'entreprise américaine existe toujours : filiale du groupe SPX, elle produit des homogénéisateurs sous les marques APV-Gaulin et SPX-Gaulin dans le Wisconsin. L'homogénéisateur Gaulin est ainsi utilisé dans de nombreuses industries, notamment l'industrie alimentaire et laitière, pharmaceutique, pétrolière et chimique (pour la production de boissons, yaourts, shampooings, lessives, etc.). 